# Пеония (дем)
 Тази статия е за административната единица.  За историческата област вижте Пеония.  
Пеония (на гръцки: Δήμος Παιονίας, Димос Пеонияс) е дем в област Централна Македония на Република Гърция. Център на дема е град Гумендже (Гумениса).

## Селища
Дем Пеония е създаден на 1 януари 2011 година след обединение на пет стари административни единици – демите Ашиклар (Европос), Боймица (Аксиуполи), Гумендже (Гумениса) и Ругуновец (Поликастро), както и община Ливада (Ливадия) по закона Каликратис.

### Демова единица Ашиклар
Според преброяването от 2001 година дем Ашиклар (Δήμος Ευρωπού) с център в Ашиклар (Европос) има 6042 и в него влизат следните демови секции и селища в областта Боймия:
- Демова секция Ашиклар

- село Ашиклар (или Ашиклари, Шиклари, Шиклара, Ευρωπός, Европос)

- Демова секция Бубабкево

- село Бубакево (или Бабакьой, Μεσιά, Меся)

- Демова секция Кушиново

- село Кушиново (Πολύπετρο, Полипетро)

- Демова секция Петрово

- село Петрово (или Петрево, Άγιος Πέτρος, Агиос Петрос)

- Демова секция Тумба

- село Тумба (Τούμπα)

### Демова единица Боймица
Според преброяването от 2001 година дем Ашиклар (Δήμος Αξιούπολης) с център в Боймица (Аксиуполи) има 6725 жители и в него влизат следните демови секции и селища в областта Боймия:
- Демова секция Боймица

- град Боймица (Αξιούπολη, Аксиуполи)
- село Извор (Πηγή, Пиги)

- Демова секция Горгопик

- село Горгопик (Γοργόπη, Горгопи)

- Демова секция Карасинанци

- село Карасинанци (Πλάγια, Плая)

- Демова секция Люмница

- село Люмница (Σκρα, Скра)
- село Купа (Κούπα)

- Демова секция Маядаг

- село Маядаг (Φανός, Фанос)

- Демова секция Оризарци

- село Оризарци (Ρύζια, Ризия)
- село Валгаци (Валгат, Καμποχώρι, Камбохори)
- село Дъбово (Βαλτοτόπι, Валтотопи)

- Демова секция Сехово

- село Сехово (Ειδομένη, Идомени)
- село Алчак (Χαμηλό, Хамило)
- село Шльопинци (Δογάνης, Доганис)

### Демова единица Гумендже
Според преброяването от 2001 година дем Гумендже (Δήμος Γουμένισσας) с център в Гумендже (Гумениса) има 6819 жители и в него влизат следните демови секции и селища в областта Боймия:
- Демова секция Гумендже

- град Гумендже (Γουμένισσα, Гумениса)

- Демова секция Баровица

- село Баровица (Καστανερή, Кастанери)

- Демова секция Крива

- село Крива (Γρίβα, Грива)

- Демова секция Либахово

- село Либахово (Φιλυριά, Филирия)
- село Геракарци (Γερακώνας, Гераконас)

- Демова секция Петгъс

- село Петгъс (Πεντάλοφο, Пендалофо)
- село Рамна (Ομαλό, Омало)

- Демова секция Тушилово

- село Тушилово (Στάθης, Статис)

- Демова секция Църна река

- село Църна река (Κάρπη, Карпи)

### Демова единица Ливада
Според преброяването от 2001 година община Ливада (Κοινότητα Λιβαδίων) се състои от едно-единствено селище – Ливада (Λιβάδια, Ливадия) и има 402 жители.

### Демова единица Ругуновец
Демът е образуван през 1986 година след сливане на общините Ругуновец и Вардино. Според преброяването от 2001 година дем Ругуновец (Δήμος Πολυκάστρου) с център в Ругуновец (Поликастро) има 12 732 жители жители и в него влизат следните демови секции и селища в областта Боймия:
- Демова секция Ругуновец

- град Ругуновец (или Кара Суле, Πολύκαστρο, Поликастро)
- село Спанчово (Λατομείο, Латомио)

- Демова секция Аматово

- село Аматово (Άσπρος, Аспрос)

- Демова секция Вардаровци

- село Вардаровци (Αξιοχώρι, Аксиохори)
- село Ада тепе (Νέο Σιράκιο, Нео Сиракио)

- Демова секция Вардино

- село Вардино (или Вардено, Λιμνότοπος, Лимнотопос)
- село Неа Кавала (Νέα Καβάλα)
- село Ситария (Σιταριά)
- село Хрисокамбос (Χρυσόκαμπος)

- Демова секция Драгомир

- село Драгомирци (Драгомир, Βαφιοχώρι, Вафиохори)
- село Беглерия (Ξηρόλακκος, Ксиролакос)
- село Гавалянци (или Гаваляни, Βαλτούδι, Валтуди)
- село Казаново (Κοτύλη, Котили)
- село Коджа Омерли (Χερσοτόπι, Херсотопи)

- Демова секция Ересели

- село Ересели (или Ресели, Ποντοηράκλεια, Пондоираклия)
- село Арджан (или Хараджиново, Κάστρο, Кастро)

- Демова секция Колибите

- село Колибите (Ειρηνικό, Иринико или Καλύβια Γιαννελλαίων, Каливия Гянелеон)

- Демова секция Крастали

- село Крастали (Κορώνα, Корона)

- Демова секция Мачуково

- село Мачуково (Εύζωνοι, Евзони)
- село Баялци (Πλατανιά, Платания)
- село Цолиадес (Τσολιάδες)
- село Чидемли (Μεταμόρφωση, Метаморфоси)

- Демова секция Ореховица

- село Ореховица (или Оревица, Πευκοδάσος, Певкодасос)

- Демова секция Смол

- село Смол (Μικρό Δάσος, Микро Дасос)